# Занин, Валентин Петрович
Валенти́н Петро́вич За́нин (27 октября 1937, Ленинград) — советский гребец, выступал за сборную СССР по академической гребле во второй половине 1950-х — первой половине 1960-х годов. Участник двух летних Олимпийских игр, серебряный призёр чемпионата Европы, четырёхкратный победитель всесоюзных регат, мастер спорта СССР (1956). Представлял общество «Красное знамя» (Ленинград). Также известен как инженер маглев, лауреат Государственной премии СССР, кандидат экономических наук, предприниматель.

## Биография
Родился 27 октября 1937 года в Ленинграде.
С детства активно занимался академической греблей, в 1956 году впервые стал чемпионом СССР, выиграл серебряную медаль чемпионата Европы на озере Блейско в Югославии и благодаря череде удачных выступлений удостоился права защищать честь страны на летних Олимпийских играх в Мельбурне. В составе распашной четвёрки с рулевым, куда также вошли гребцы Андрей Архипов, Юрий Попов, Ярослав Черствый и Анатолий Фетисов, смог дойти до стадии полуфиналов — в полуфинале занял третье место, уступив экипажам из Швеции и Финляндии.
После Олимпиады остался в основном составе советской национальной сборной и продолжил принимать участие в различных престижных регатах. Так, впоследствии ещё трижды становился чемпионом Советского Союза, а в 1960 году прошёл отбор на Олимпийские игры в Рим — был членом четырёхместного экипажа Олега Александрова, Игоря Хохлова, Бориса Фёдорова и рулевого Игоря Рудакова. На сей раз сумел дойти до финала, в решающем заезде был близок к призовым позициям, пришёл к финишу четвёртым, пропустив вперёд команды Италии, Франции и Германии. За достижения в академической гребле ему присвоено звание мастера спорта СССР.
В 1963 году Занин окончил Ленинградский институт точной механики и оптики по специальности «Оптико-механические приборы» и, завершив карьеру спортсмена, устроился работать в Центральном научно-исследовательском институте «Морфизприбор». В период 1970—1973 работал инструктором Ждановского райкома КПСС Ленинграда, затем в течение четырёх лет был инструктором и заведующим отделом оборонной промышленности Ленинградского обкома КПСС. С 1977 года по 1984-й находился на различных должностях в научно-производственном предприятии «Сигнал», в том числе являлся заместителем генерального директора по производству и позже генеральным директором. Одновременно с этим в качестве главного инженера работал в Государственном оптическом институте имени С. И. Вавилова. Член Инженерной академии и Академии транспорта; автор более 20 научных трудов; награждён орденом «Знак Почёта» и медалями, лауреат Государственной премии СССР, кандидат экономических наук.
После распада Советского Союза занимался политикой. На выборах в Государственную Думу Федерального Собрания РФ первого созыва возглавлял список кандидатов от избирательного объединения «Гражданский союз во имя стабильности, справедливости и прогресса» по Санкт-Петербургу. На выборах в Государственную Думу второго созыва был включён в общефедеральный список избирательного объединения «Профсоюзы и промышленники — союз труда». Оба объединения не преодолели на выборах 5-процентный избирательный барьер.
Помимо этого, был членом правления Российского союза промышленников и предпринимателей, начальником Управления по формированию городского заказа Комитета по экономике и промышленной политике (КЭПП) Администрации Санкт-Петербурга (1999). При этом не оставлял академическую греблю, неоднократно участвовал в ветеранских регатах, возглавлял Федерацию гребного спорта Санкт-Петербурга. В настоящее время, несмотря на возраст, активно занимается предпринимательской деятельностью, один из основоположников создания в России транспортных сетей из поездов на магнитной подушке.

## Награды
- Медаль «За трудовое отличие» (16.09.1960) — за успешные выступления в XVII летних и VIII зимних Олимпийских играх 1960 года, а также за выдающиеся спортивные достижения[8]